# オーヴァーキル (バンド)
オーヴァーキル（Overkill） は、アメリカ合衆国出身のスラッシュメタル・バンド。
米東海岸を代表するスラッシュメタル・バンドとして、同地域の「アンスラックス」らと並び黎明期から活動する先駆者的グループ。バンド名はモーターヘッドのアルバム『OVERKILL』(1979年)より命名された。

## 概要
初期はNWOBHMの影響を受けつつも、パンク・ロック出身のメンバーによるスピードとアグレッシブが加えられ、パワー・メタルからスラッシュメタルへ移行し、同シーンの確立に大きく寄与した。
多くのスラッシュメタル・バンドが、1990年代初頭を境に路線変更や解散を余儀なくされる中、当バンドも1993年発表の6thアルバム『I Hear Black』で、スピードを抑えたグルーヴ路線に変更。しかしその後は、再びスラッシュメタル路線に回帰。以来、コンスタントに活動を続けている。

## 略歴

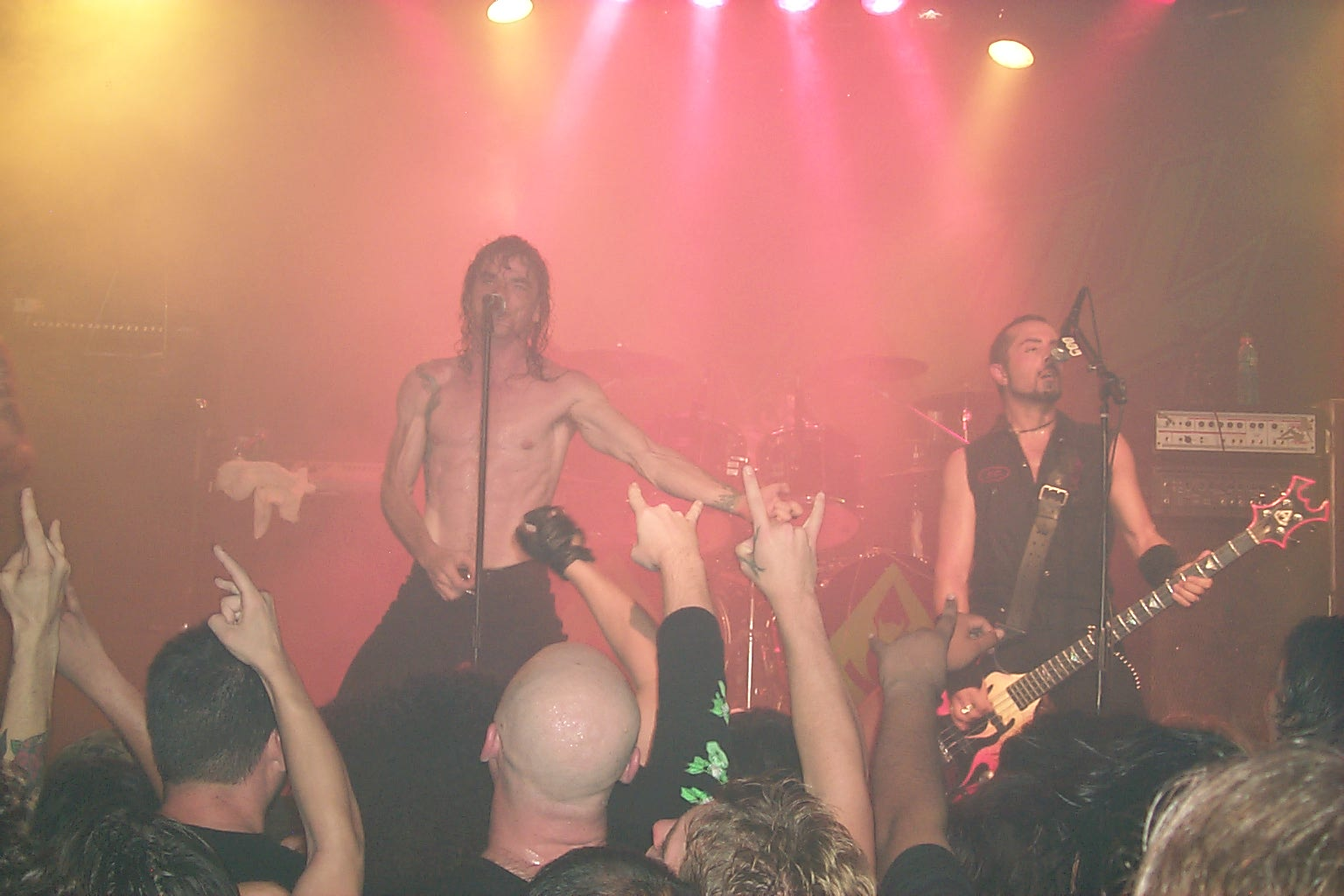
USA.ロサンゼルス公演 (2005年9月)

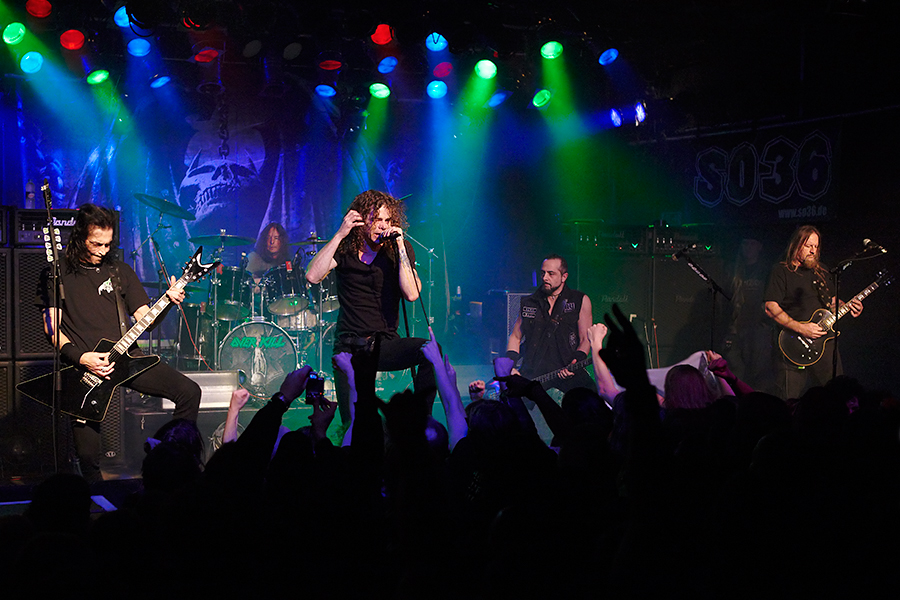
ドイツ・ベルリン公演 (2010年)

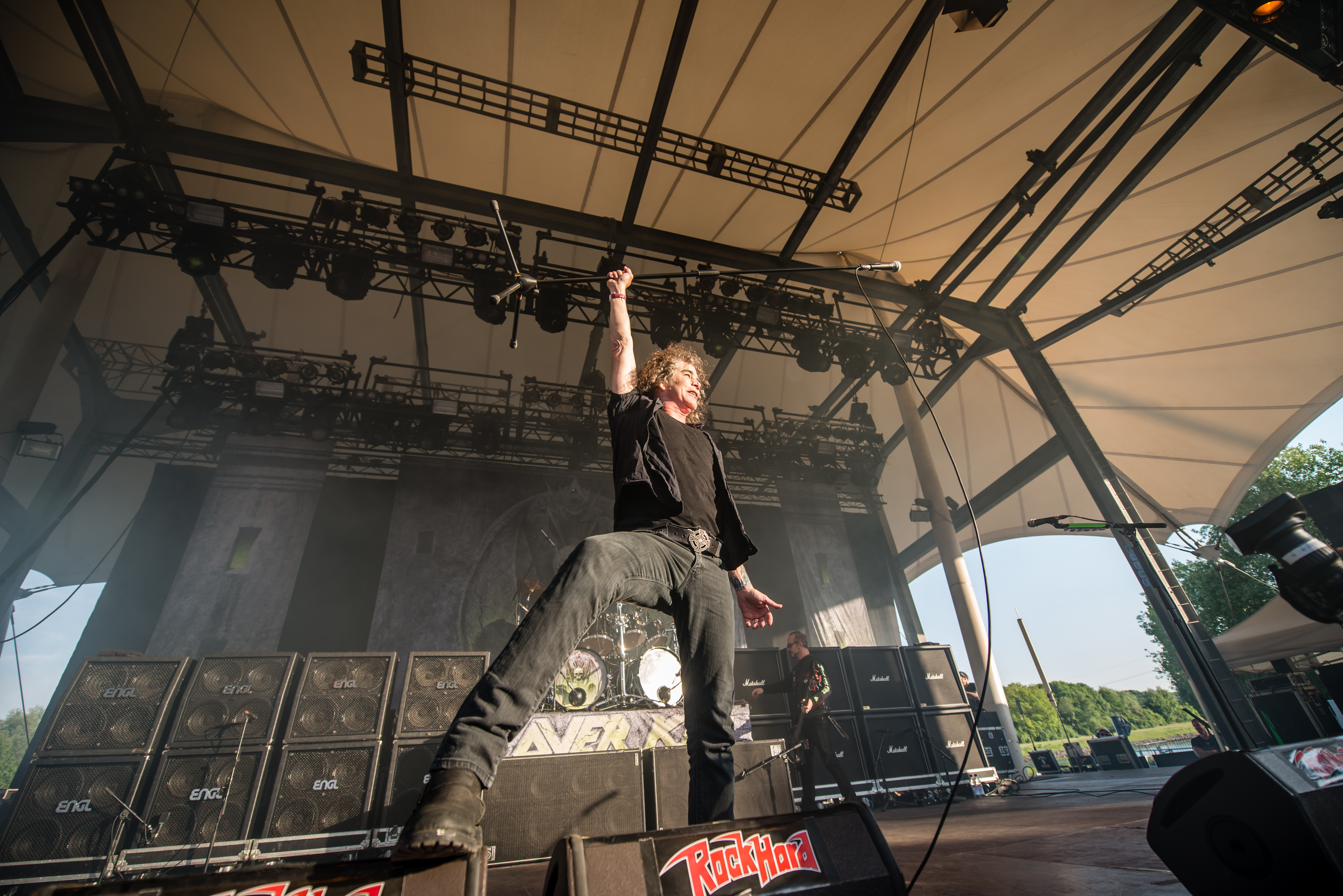
ドイツ・ゲルゼンキルヒェン公演 (2015年5月)

- 1982年、D.D.ヴァーニ(B)とラット・スケイツ(Ds)が在籍していたパンク・ロックバンドLUBRICUNTSにボビー“ブリッツ”エルズワース(Vo)、ボビー・ガスタフソン(G)が加入し、オーヴァーキルと改名し、1983年にデモ・テープ『Point in Black』を制作、その後『Metal Massacre V』などのコンピレーションに参加する。
- 1984年、アズラ・レコードよりEP『Overkill』をリリース。
- 1985年、メガフォース・レコードより、1stアルバム『Feel the Fire』でアルバム・デビューを行う。
- 1987年、アトランティック・レコードよりメジャー・デビューとなる、2ndアルバム『Taking Over』をリリース。同年秋のUSツアー終了後、ラット・スケイツが脱退した。
- 1988年、3rdアルバム『Under the Influence』をリリース。
- 1989年、テリー・デイトのプロデュースによる4thアルバム『The Years of Decay』をリリース。
- 1990年、5月に初来日公演を行う（ウドー音楽事務所が招聘）。オリジナル・ギタリストのボビー・グスタフソンが脱退し、後任に元フェイス・オア・フィアーのメリット・ギャントとロブ・キャナヴィーノが加入し、ツイン・ギター編成となる。
- 1991年、9月に再びテリー・デイトのプロデュースによる5thアルバム『Horrorscope』をリリース。
- 1992年、ボブ“シド”ファルクが脱退し、後任としてティム・マレアーが加入。
- 1993年、6thアルバム『I Hear Black』をリリース。
- 1994年、7thアルバム『W.F.O.』をリリース。
- 1995年、ライブアルバム『Wrecking Your Neck』をリリース。
- 1996年、8thアルバム『The Killing Kind』をリリース。
- 1997年、9thアルバム『From The Underground And Below』をリリース。
- 1999年、10thアルバム『Necroshine』及びカバー集『Coverkill』をリリース。
- 2000年、11thアルバム『Bloodletting』をリリース。
- 2001年、2月に来日公演を行う。
- 2002年、ライブアルバム『Wrecking Everything』をリリース。
- 2003年、コリン・リチャードソンのプロデュースによる12thアルバム『Killbox 13』をリリース。
- 2004年9月、日本の音楽フェス「THRASH DOMINATION 04」出演で来日し、デス・エンジェル、フロットサム・アンド・ジェットサムと共演を行った。
- 2005年、セルフ・プロデュースによる13thアルバム『ReliXIV』をリリース。ドラムスのティム・マレアーが脱退し、後任としてロン・リップニッキが加入。
- 2007年、14thアルバム『Immortalis』をリリース。
- 2010年、15thアルバム『Ironbound』をリリース。「THRASH DOMINATION」出演の来日公演[5]。
- 2012年、16thアルバム『The Electric Age』をリリース[6]。
- 2014年、17thアルバム『White Devil Armory』をリリース[7]。翌年に「THRASH DOMINATION」出演の来日公演[8]。
- 2016年、ロン・リップニッキ(Ds)が脱退。
- 2017年、18thアルバム『The Grinding Wheel』をリリース[9]。ジェイソン・ビットナー(Ds)が加入。
- 2018年、ライブアルバム『Live In Overhausen』をリリース。この頃アルバムの全曲再現を行うバンドが幾つかいたが、このライブアルバムは2016年4月16日にドイツのオーバーハウゼンで、1st『FEEL THE FIRE』の30周年と5thの『HORRORSCOPE』の25周年を記念し、2枚のアルバムの全曲再現を一晩で行い収録したものである。
- 2019年、19thアルバム『The Wings Of War』をリリース。
- 2023年、20thアルバム『Scorched』をリリース。プロデュースは2003年の『Killbox 13』以来20年ぶりにコリン・リチャードソンが担当。

## 備考
- ニュージャージー州出身であるが、ニューヨーク州ブロンクスを拠点に活動している。
- バンド・ロゴでは「OVER KILL」と2ワードに見えるが、正式な綴りは1ワードの「OVERKILL」である。
- オーヴァーキルの前身バンドLUBRICUNTSには、短期間であるが後にアンスラックスに加入するダン・スピッツが在籍していた。
- ボビーはインタビューで『Ironbound』、『Horrorscope』、『Feel the Fire』を特に気に入っているアルバムとして挙げている[4]。

## メンバー

### 現ラインナップ
- ボビー "ブリッツ" エルズワース (Bobby "Blitz" Ellsworth) - ボーカル (1980年- )
- D.D.ヴァーニ (D.D.Verni / Carlo Verni) - ベース (1980年- )
- デイヴ・リンスク (Dave Linsk) - リードギター (1999年- )
- デレク "スカル" テイラー (Derek "Skull" Tailer) - リズムギター (2002年- )
- ジェイソン・ビットナー (Jason Bittner) - ドラム (2017年- )

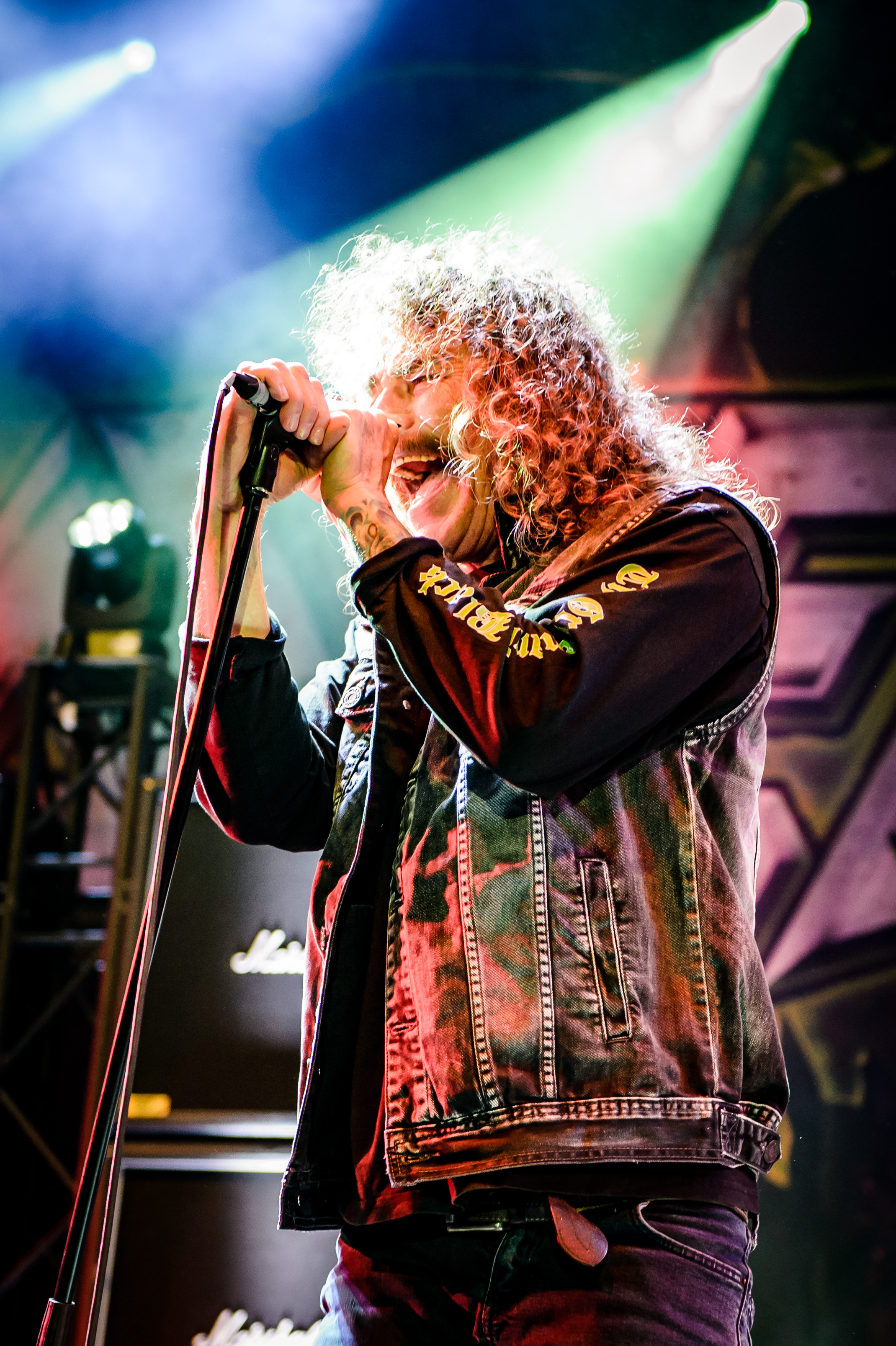
ボビー・エルズワース(Vo) 2018年
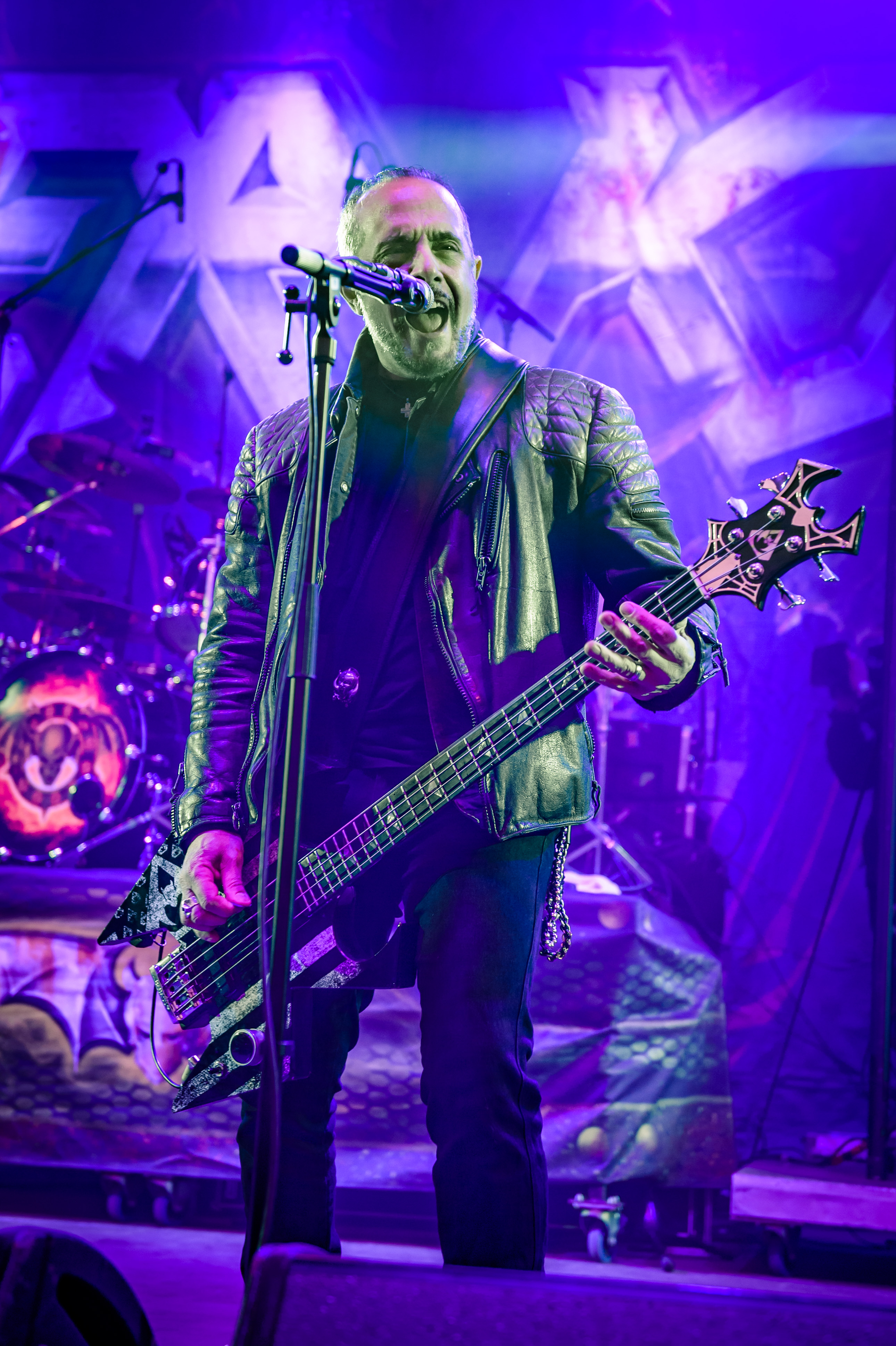
D.D.ヴァーニ(B) 2018年
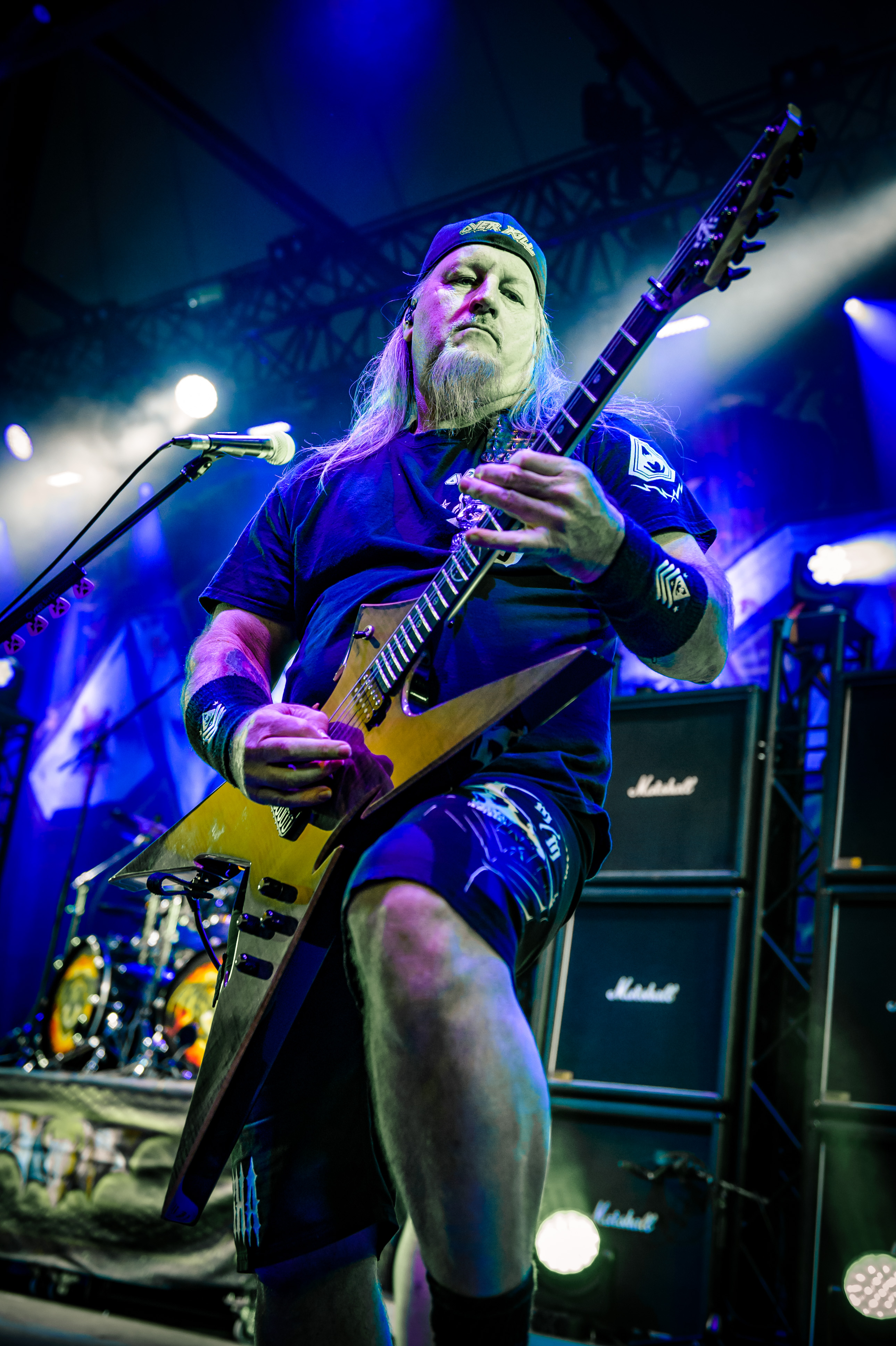
デイヴ・リンスク(G) 2018年
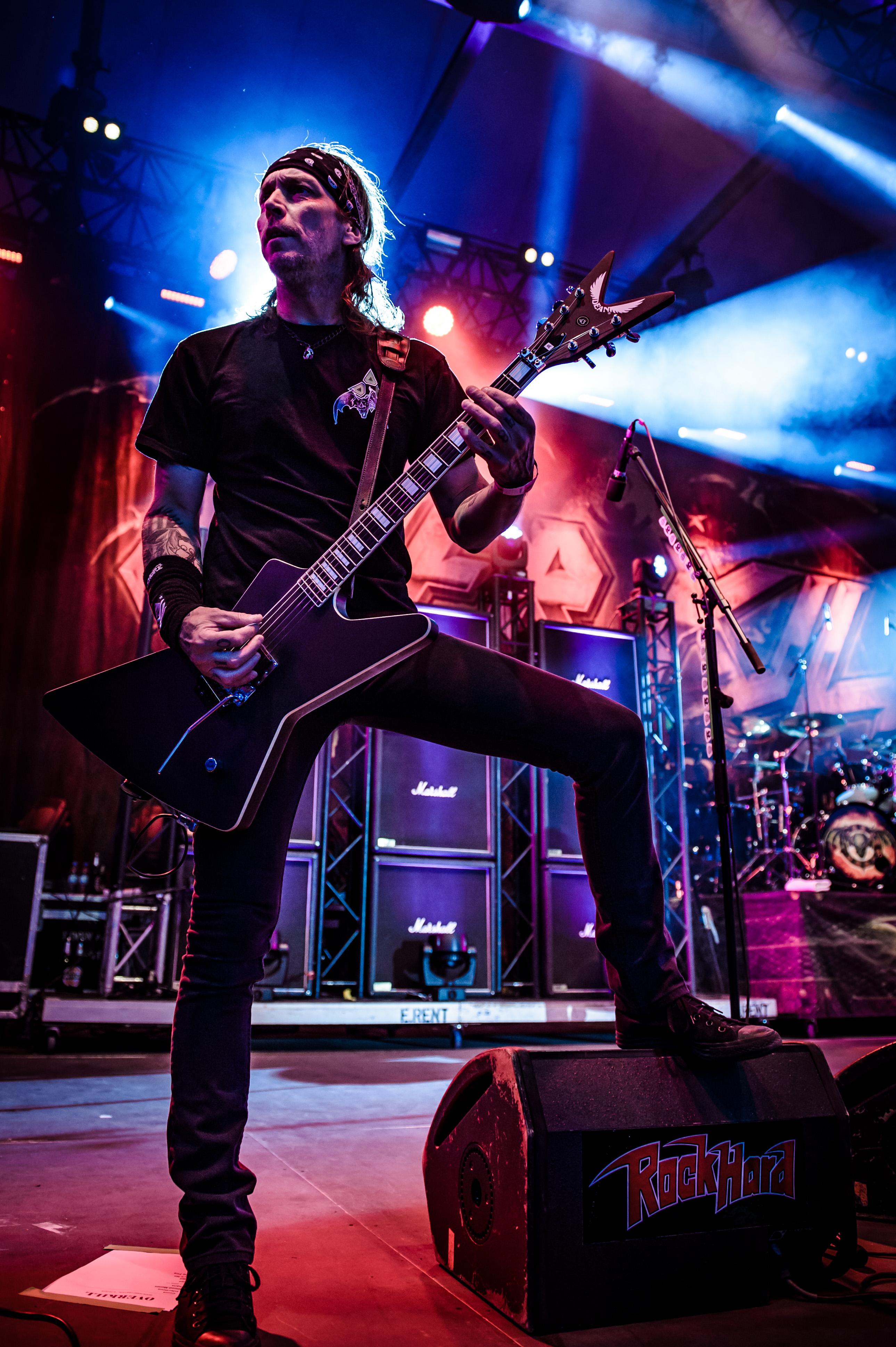
デレク・テイラー(G) 2018年
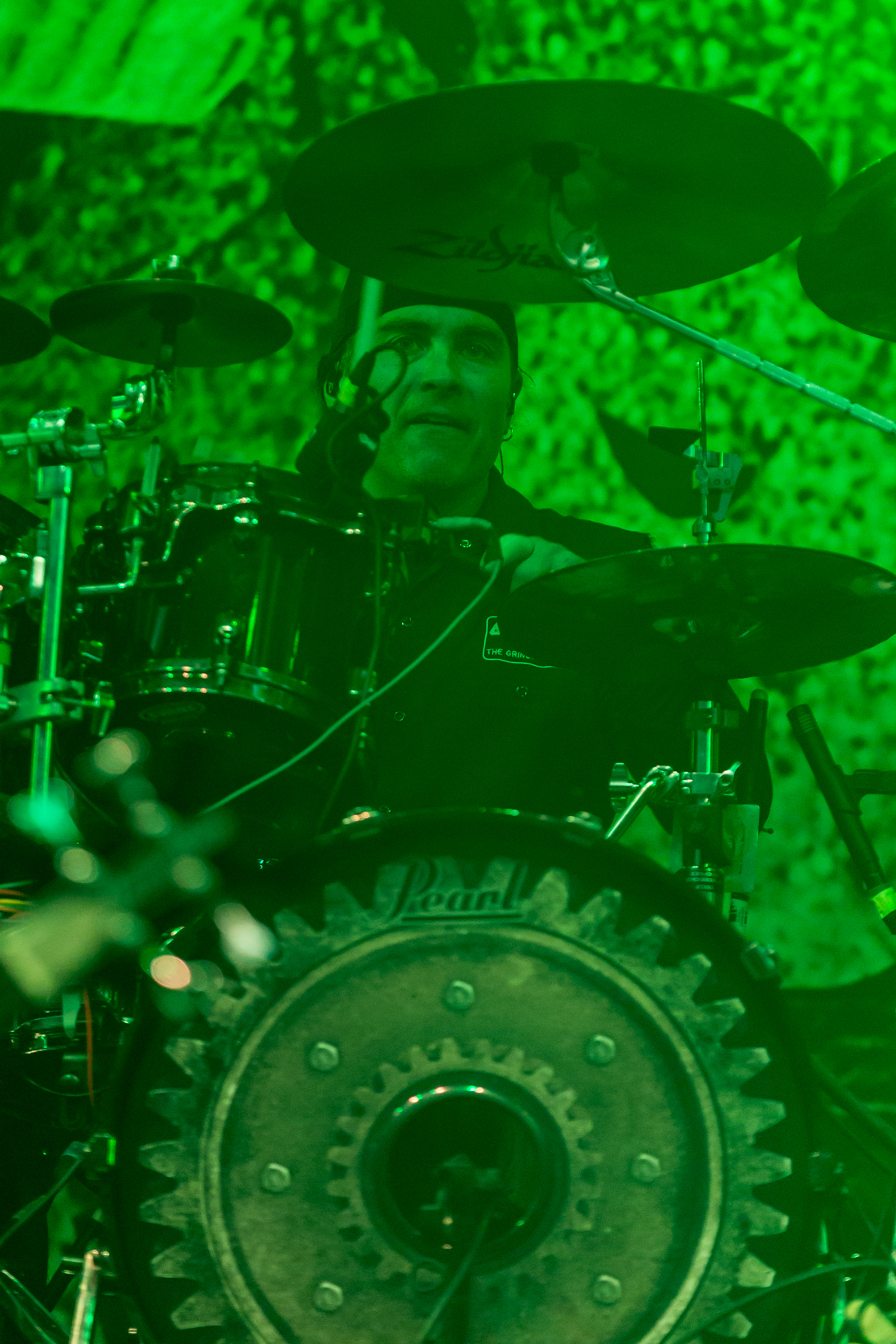
ジェイソン・ビットナー(Ds) 2018年

### 旧メンバー
ギター
- ロバート・ピサレック (Robert "Riff Thunder" Pisarek) (1980年-1981年)
- アンソニー・アメンドーラ (Anthony Ammendola) (1981年)
- ダン・スピッツ (Dan Spitz) (1981年) アンスラックスに加入
- リッチ・コンテ (Rich Conte) (1981年-1982年)
- マイク・シェリー (Mike Sherry) (1981年-1982年)
- ジョー (Joe) (1982年)
- ボビー・グスタフソン (Bobby Gustafson) (1982年-1990年)
脱退後はカナダのスクリューへ加入する。1993年頃はスレイヤーを脱退したドラムのデイヴ・ロンバードのバンドクリップ・インクに参加し、2001年から2005年にはフロリダのレスポンス・ネガティブに在籍していた。
- ロブ・キャナヴィーノ (Rob Cannavino) (1990年-1995年)
- メリット・ギャント (Merritt Gant (1990年-1995年)
加入前はベイエリア・スラッシュメタルバンドのフェイス・オア・フィアーに在籍していた。
- ジョー・コミュー (Joe Comeau) (1995年-1999年)
オーヴァーキル脱退後、アナイアレーターにボーカルとして加入する（現在は脱退）。
- セバスチャン・マリノ (Sebastian Marino) (1995年-2000年)

ドラム
- ラット・スケイツ (Rat Skates aka Lee Kundrat) (1980年-1987年)
- マーク・アーチボル (Mark Archibole) (1987年)
- ボブ“シド”ファルク (Bob 'Sid' Falck) (1987年-1992年)
デンマーク人。オーヴァーキル加入前は、元アイアン・メイデンのポール・ディアノのバンド、バトルゾーンに在籍していた。
- アンディ・ジョーンズ (Andy Jones) (1992年-1993年)
- ティム・マレアー (Tim Mallare) (1993年-2005年)
- ロン・リップニッキ (Ron Lipnicki) (2005年-2016年)

### サポート・メンバー
- マイク・ポートノイ (Mike Portnoy)
ドリーム・シアターに在籍。2004年10月29日に行われたライブでサポートを行った。

## ディスコグラフィ

### スタジオ・アルバム
- 『フィール・ザ・ファイア』 - Feel the Fire (1985年)
- 『テイキング・オーヴァー』 - Taking Over (1987年)
- 『アンダー・ザ・インフルエンス』 - Under the Influence (1988年)
- 『イヤーズ・オブ・ディケイ』 - The Years of Decay (1989年)
- 『ホロスコープ』 - Horrorscope (1991年)
- 『アイ・ヒア・ブラック』 - I Hear Black (1993年)
- 『W.F.O.』 - W.F.O. (1994年)
- 『ザ・キリング・カインド』 - The Killing Kind (1996年)
- 『フロム・ジ・アンダーグラウンド・アンド・ビロウ』 - From the Underground and Below (1997年)
- 『ネクロシャイン』 - Necroshine (1999年)
- 『カヴァーキル』 - Coverkill (1999年) ※モーターヘッドやブラック・サバス、ディープ・パープル等のカヴァー集
- 『ブラッドレティング』 - Bloodletting (2000年)
- 『キルボックス13』 - Killbox 13 (2003年)
- 『レリックス』 - ReliXIV (2005年)
- Immortalis (2007年)
- 『アイアンバウンド』 - Ironbound (2010年)
- 『ジ・エレクトリック・エイジ』 - The Electric Age (2012年)
- 『ホワイト・デヴィル・アーモリー』 - White Devil Armory (2014年)
- 『ザ・グラインディング・ウィール』 - The Grinding Wheel (2017年)
- 『ザ・ウィングス・オブ・ウォー』 - The Wings of War (2019年)
- Scorched (2023年)

### ライブ・アルバム
- 『レッキング・ユア・ネック - ライヴ』 - Wrecking Your Neck (1995年)
- Wrecking Everything - Live (2002年)
- Extended Versions (2002年)
- 『ライヴ・イン・オーバーハウゼン』 - Live in Overhausen (2018年)

### EP
- Overkill (1984年)
- !!!Fuck You!!! (1988年)
- 6 Songs (2012年)

### コンピレーション・アルバム
- 『ファック・ユー・アンド・ゼン・サム』 - !!!Fuck You!!! and Then Some (1996年) ※EP『!!!Fuck You!!!』にライブ・トラックを追加したもの
- Hello from the Gutter - the Best of Overkill (2002年)
- Historikill: 1995–2007 (2015年) ※ボックスセット

### デモ
- Power in Black (1983年)
- Feel the Fire (1984年)
- Rotten to the Core (1984年)

### シングル
- "Hello from the Gutter" (1988年)
- "Live to the core" (1992年)
- "Infectious" (1992年)
- "I Hear Black" (1993年)
- "Spiritual Void" (1993年)
- "Fast Junkie" (1994年)
- "The Rip 'n Tear" (1997年)

### 参加コンピレーション・アルバム
- Various Artists : New York Metal '84 (1984年) ※with エージェント・スティール等
- Various Artists : Metal Massacre V (1985年)